# Марк Фелікс
Марк Фелікс (англ. Mark Felix, нар. 17 квітня 1966, Гренада) — відомий англійський стронгмен гренадського походження. Найвище досягнення — 3-тє місце у змаганні Найсильніша Людина Європи 2011. Окрім цього двічі посів друге місце у змаганні за звання Найсильнішої Людини Британії та двічі опинявся третім.

## Життєпис
Народився 17 квітня 1966 року в Гренаді. У віці 23 років переїхав до міста Великий Гарвуд, Ланкашир, Англія. Спробувати свої сили у змаганнях стронгменів вирішив порівняно пізно — у 37-річному віці, себто у 2003 році.
В 2004 році отримав картку професіонала. Вже у 2004 році взяв участь у своєму першому значному змаганні — Найсильніша Людина Британії де посів третє місце. Наступного року він значно покращив власні скутки та посів друге місце випередивши Едді Елвуда. Згодом на запрошення МФЛ вирушив до Сан-Паулу що в Бразилії на відбіркові змагання Найсильнішої Людини Світу однак йому не вдалося потрапити до 4-ки призерів.
У 2007 році пройшов відбір до поважного змагання де у підсумку став сьомим. У 2010 році посів третє місце у змаганні Найсильніша Людина Європи що нині вважається його найкращим досягненням.

## Власні скутки
- Присідання — 350 кг
- Вивага лежачи — 240 кг
- Мертве зведення — 405 кг